# Brachymenium angolense
Brachymenium angolense là một loài Rêu trong họ Bryaceae. Loài này được (Welw. & Duby) A. Jaeger mô tả khoa học đầu tiên năm 1875.